# Rainer Lehmann (Handballspieler)
Rainer "Leo" Lehmann (* 16. April 1946 in Pirna) ist ein früherer deutscher Handballspieler, der vor allem für die BSG Motor Eisenach in der Handball-Oberliga des Deutschen Handballverbandes aktiv war.

## Karriere als Spieler und Trainer
Lehmann kam durch Mitschüler zum Handballsport und spielte seit seinem 14. Lebensjahr für Lok Pirna als Torhüter. Er schaffte es in die Bezirksauswahl des Bezirks Dresden und wechselte zum ASK Vorwärts Berlin.
1969 wechselte er zur BSG Motor Eisenach, wo er zunächst Ersatztorhüter hinter Wolfgang Tondock und Hermann Zöllner war. Bis 1979 gehörte Rainer Lehmann zum Torhüterteam von Motor Eisenach und absolvierte zahlreiche Oberliga-Spiele, dann beendete er seine Spielerlaufbahn und wechselte als Übungsleiter in den Trainerstab des Vereins. Parallel dazu wurde er Bezirksauswahltrainer verschiedener Altersklassen im Nachwuchs. Mit der Bezirksauswahl AK 12 erreichte er einen DDR-Meister-Titel. Nach Gründung des ThSV Eisenach arbeitete er an der Seite seines früheren Spielerkollegen Rainer Osmann im Trainerstab des Vereins.

## Privatleben
Während seiner Zeit als Spieler bei BSG Motor Eisenach arbeitete Lehmann im Werkzeugbau des Automobilwerkes Eisenach. 1972 nahm er ein Ingenieur-Studium an der Ingenieurschule für Maschinenbau in Schmalkalden auf.
Sein Sohn Karsten Lehmann wurde ebenfalls Handballspieler, spielte u. a. für den ThSV Eisenach.